# Народная таксономия

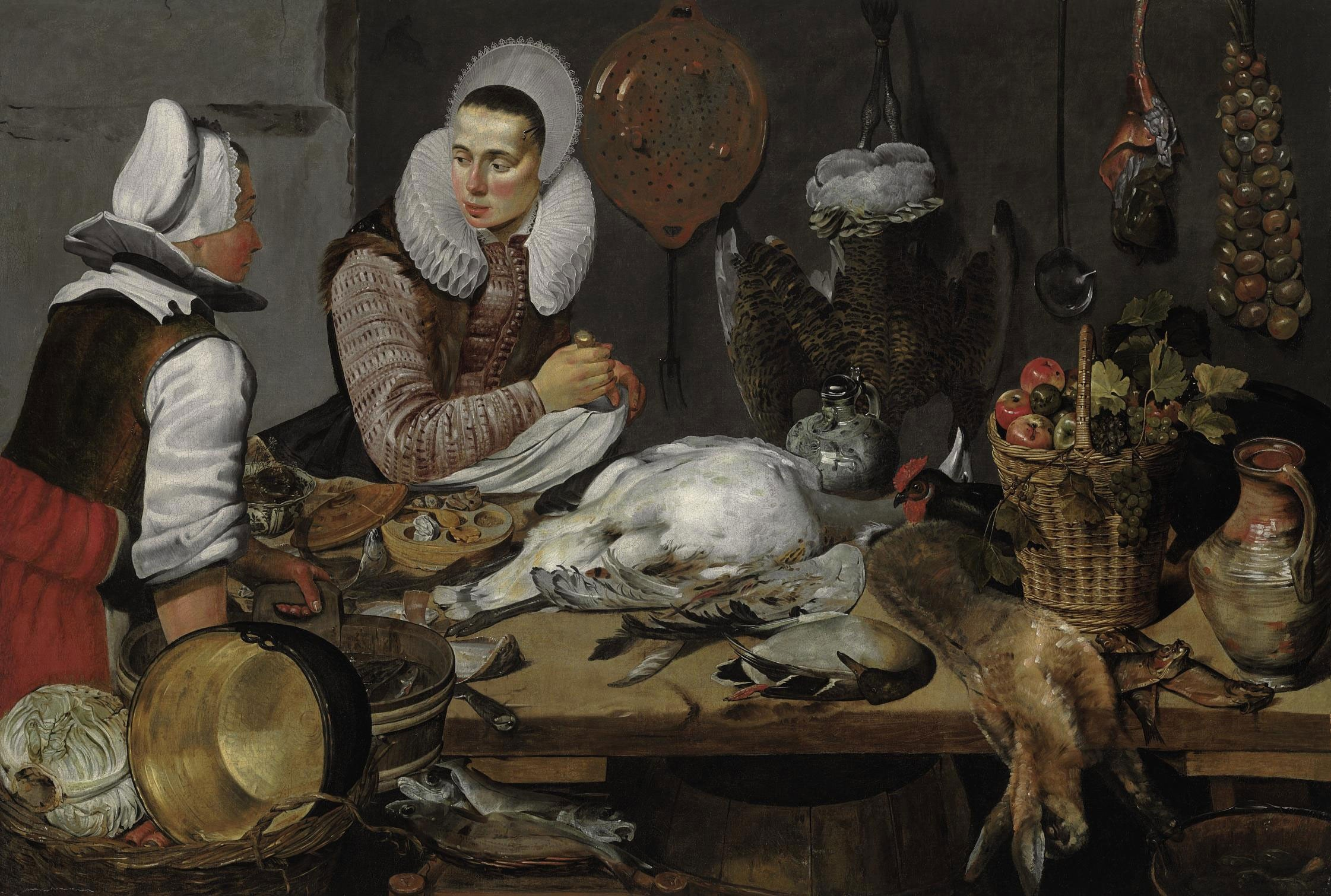
Интерьер кухни с дичью. Предположительно Франс Хальс в соавторстве с другим художником, около 1600

Народная таксоно́мия — вернакулярная (народная) система именования, в отличие от научной таксономии. Народная биологическая классификация представляет собой способ традиционного описания и систематизации природного окружения. Распространена морфологическая классификация («кустарники», «жуки», «утки», «рыбы» и др.) или классификация по экономическим критериям («дичь», «вьючное животное» и др.).
Народные таксономии порождаются социальными знаниями и используются в повседневной речи. Они отличаются от научных таксономий, которые стремятся к независимости от социальной среды и, следовательно, объективности и универсальности. Во всех частях света существуют свои системы именования местных растений и животных. Эти системы именования являются жизненно важными и включают в себя такую информацию, как особенности плодоношения растений, поведения животных и др. Теофраст, древнегреческий философ и естествоиспытатель, зафиксировал греческую народную таксономию растений (трактат «Historia plantarum»). Одно из самых известных и наиболее значимых исследований народной таксономии содержит работа «Элементарные формы религиозной жизни» Эмиля Дюркгейма.

## Причины появления
Когнитивные способности человека начинаются с системы ряда предварительных предпочтений и универсалий, общих для всего человечества. К этому комплексу универсалий разума принадлежит, в частности, умение классифицировать и строить категории для разделения объектов.

## Принципы
Согласно исследованиям по народной систематике 1970-х годов, классификационными универсалиями являются не отдельные, особенные таксоны, а только таксономические категории (ранги).
Народной систематика не имеет разделения на таксоны, «собранные» из элементов-индивидов. В понятийной структуре присутствует не таксономия как таковая, а партономия — деление общего «тела» на «части». Выделяемые в народной среде группы животных и растений представляют собой партоны (части) природного тела, а не таксоны (аналитические индуктивные единицы). Партономические теории выдвигали такие исследователи как математик и философ Станислав Лесьневский, теоретик биологии Джозеф Вуджер, геолог С. В. Мейен, антрополог Сесил Браун.

## Значение
Антропологи отмечают, что народные таксономии обычно встроены в местные культурные и социальные системы и выполняют различные социальные функции. Некоторые антропологи рассматривают расу как категорию народной таксономии. Разделение людей на расы менялось на протяжении человеческой истории и часто включало в себя народные таксономии, определяющие присущие людям черты характера по внешним признакам.
Народные классификации существенно повлияли на становление научных классификаций.  Классификация Аристотеля, давшая начало развитию зоологии, строилась на основе народной систематики. Источники народной классификации были опорой традиции знаний о живых организмах, существовавшая в Античности и в Средние века.
Фолк-ранги представляют собой одни из видов прототипов, упорядочивающих представление об окружающем многообразии. Эти биологические универсалии дают возможность подробнее представить список человеческих универсалий и перейти к изучению устройства человеческого разума, не детерминированного конкретной культурной средой.